# Stade Xavier-Trellu
 (décembre 2022).
Si vous disposez d'ouvrages ou d'articles de référence ou si vous connaissez des sites web de qualité traitant du thème abordé ici, merci de compléter l'article en donnant les références utiles à sa vérifiabilité et en les liant à la section « Notes et références ».
Le Stade Xavier-Trellu, porte le nom de Xavier Trellu, résistant pendant la Seconde Guerre mondiale et ancien maire de Douarnenez. Il était auparavant appelé Stade Sainte-Croix ; c'est un stade de football situé à Douarnenez, dans le Finistère.
Le stade, inauguré en 1922, agrandi à plusieurs reprises, accueillent les matchs du Stella Maris Douarnenez (Régional 1).
Le stade est le plus grand stade de Douarnenez, le huitième stade du Finistère en termes de capacité. Aujourd'hui, le stade possède une capacité de 3 000 places dont 392 places assises dans la tribune honneur.

## Histoire du stade

### Inauguration du stade
En 1922, le stade Xavier-Trellu est inauguré à Ploaré, ancienne commune limitrophe de Douarnenez, fusionnée à Douarnenez depuis 1945. À son inauguration, le stade compte le terrain principal avec aucune tribune et deux terrains de tennis. En 1932, la Stella Maris Douarnenez (crée la même année) joue son premier match au stade. En 1934, en Coupe de France, le stade accueille un match entre l'US Douarnenez et le Racing Club de Paris, alors en D1. Devant 3 000 spectateurs, les douarnenistes s'inclinent lourdement 9 buts à 1. C'est la seule fois, que le stade accueille une équipe de 1ère division. A la fin de la Seconde Guerre Mondiale, une pierre commémorative est installée au niveau du milieu de terrain.

### Construction de la tribune honneur
Jusqu'en 1963, aucun changement majeur n'a été fait dans le stade, cette année-là, la tribune honneur de 392 places est construite. Celle-ci en plus des 392 places avec des bancs et non des sièges individuels, est couverte et comporte 4 vestiaires pour les joueurs et 2 vestiaires pour les arbitres et des locaux pour la Stella Maris.

### La Stella Maris contre l'Angers SCO
Pour le sixième tour de la Coupe de France, l'équipe de la Stella Maris, en Division d'honneur affrontera le Angers SCO, alors premier de seconde division. L'engouement derrière ce match est grand et la Ville de Douarnenez décide d'installer des gradins démontables à côté de la tribune honneur ainsi que derrière un but. Grâce à cet aménagement, le stade peut accueillir environ 6 000 spectateurs. Le 15 décembre 1968, jour du match, les supporters Douarnenistes se dirigent en nombre aux guichets du stade et ça n'est pas moins de 5 811 spectateurs qui s'amasse dans les gradins du stade ainsi que sur la butte en face de la tribune honneur. Le match commence et les Penn sardin ouvrent le score par l'intermédiaire de Guy Youinou mais cela n'empêchera pas les angevins de s'imposer finalement deux buts à un. La Stella Maris met fin à son parcours en Coupe de France alors que le Angers SCO atteindra les demi-finales de l'édition et termineront 1er de seconde division et seront promus en Division 1. Officiellement, 5 811 spectateurs ont assisté au match entre ces deux équipes mais selon Ouest-France, il y avait plus de 6 000 spectateurs présents dans le stade.

#### Feuille de match
| 6e tour                   | Stella Maris Douarnenez | 1 - 2   | Angers SCO                      | Stade Xavier-Trellu, Douarnenez |                     |
| Dimanche 15 décembre 1968 | 33e Guy Youinou         | (1 - 1) | 6e Deloffre 86e (pen.) Dogliani | Spectateurs : 5 811             | Spectateurs : 5 811 |
| Dimanche 15 décembre 1968 | Rapport                 |         |                                 | Spectateurs : 5 811             | Spectateurs : 5 811 |

### Construction des gradins
En 1985, la Stella Maris rencontre le Stade rennais alors en Division 2. Le match est joué devant 3 843 spectateurs et voient les rennais s'imposer quatre buts à un. Fin de l'année 1992, les Penn sardin affrontent le GSI Pontivy en Coupe de France. Les deux équipes jouant en DH s'affrontent devant 2 172 spectateurs, le match verra le GSI gagner aux tirs au but. Trois ans plus tard, des gradins sont construits à la place d'une butte d'herbe, en face de la tribune honneur.

### Remise aux normes du stade
De 2012 à 2015, le stade est totalement rénové. La première étape, entre 2012 et 2013, fut la rénovation et l’extension des vestiaires pour répondre aux normes de la Fédération. La tribune d’honneur avait également bénéficié d’un ravalement. Puis a suivi la construction du club house, servant de lieu de réunion pour la Stella Maris, principal club utilisateur du stade Xavier Trellu. La démolition de l’ancienne buvette puis sa reconstruction fut, en 2014, la deuxième phase du programme de rénovation. Le chantier a duré 5 mois. Il a été mené de A à Z par les Services techniques de la Ville, y compris la charpente. Des menuisiers, maçons, carreleurs, peintres, électriciens sont intervenus tour à tour. Seule la toiture a été externalisée car cela demande un savoir-faire spécifique. Dans la foulée, la Ville a redélimité les abords du stade et posé des clôtures toutes neuves. Les terrains de tennis à l’entrée restent en libre accès toute l’année et bénéficient d’un parking. Le stade d’honneur quant à lui possède maintenant son entrée propre, matérialisée par un portail. Restait à régler le problème de l’évacuation de l’eau dans l’allée de service. Désormais, un enrobé permet au public, y compris aux personnes à mobilité réduite, de déambuler aisément depuis l’entrée jusqu’à la buvette.

### La Stella Maris contre le FC Lorient
Le 26 octobre 2017, le tirage au sort du septième tour de la Coupe de France a lieu. La Stella Maris, en Régional 2, s'est qualifiée pour le septième tour pour la première fois depuis 1994. Les Penn sardin sont tirés au sort avec le FC Lorient, les deux équipes vont s'affronter à Douarnenez, le 12 novembre 2017. Dès le tirage au sort, un problème vient en tête des dirigeants. Est-ce que le stade Xavier-Trellu est aux normes. Si le stade n'est pas aux normes, l'équipe devra jouer dans un autre stade, le Stade de Penvillers à Quimper est cité. Finalement, le stade est aux normes notamment grâce à la rénovation qu'il y a eu quelques années plus tôt et peut accueillir la rencontre. Les dirigeants de la Stella Maris espèrent avoir entre 3 000 et 4 000 spectateurs présents pour le match. Dès la mise en vente des billets, ceux-ci sont tous vendus en 48 heures. Le jour du match, le stade se remplit, la tribune honneur ainsi que les gradins en face sont complets. Le match a lieu à guichet fermés.

#### Feuille de match
| 7e tour                         | Stella Maris Douarnenez | 0 - 4   | FC Lorient                  | Stade Xavier-Trellu, Douarnenez                 |                                                 |
| Dimanche 12 novembre 2017 14h30 |                         | (0 - 4) | 10e 17e 28e Hamel 15e Cabot | Spectateurs : 2 678 Arbitrage : Yoann Rouinsard | Spectateurs : 2 678 Arbitrage : Yoann Rouinsard |
| Dimanche 12 novembre 2017 14h30 | Rapport                 |         |                             | Spectateurs : 2 678 Arbitrage : Yoann Rouinsard | Spectateurs : 2 678 Arbitrage : Yoann Rouinsard |

Le 12 novembre 2017, à 14 heures, le match commence. Le FC Lorient surclasse les finistériens et en 30 minutes, les merlus marquent 4 buts dont 3 buts dans les vingt premières minutes. Après la première demi-heure, les lorientais qui ont déjà presque validé leur qualification, calment leur jeu et la Stella Maris en profite et se crée des occasions sans trouver la faille. À la mi-temps, le FC Lorient mène 4 à 0. Durant la seconde période, les Penn sardin résistent et aucune équipe n'arrive à marquer. Finalement, les Lorientais s'imposent 4 buts à 0 et se qualifient pour le huitième tour ; quant à la Stella Maris Douarnenez, leur parcours en Coupe se termine sur ce match. Officiellement, le match a eu lieu devant 2 678 spectateurs mais il y avait selon Ouest-France, au moins 3 000 spectateurs.

### L'après Stella Maris - Lorient et le futur du stade
Deux ans plus tard, le stade accueille le Lannion FC (N3), dans le cadre du septième tour de la coupe de France. Devant 1 427 spectateurs, les locaux s'inclinent en encaissant trois buts dans les dernières minutes du match.
Pour l'avenir, la Stella Maris veut rénover son stade pour pouvoir notamment accueillir de nouveaux licenciés. Le club veut créer un terrain, avec une pelouse synthétique à Pénity et ajouter au stade principal, un éclairage car le stade n'en possède pas actuellement. Le but de l'éclairage est de pouvoir jouer les matchs, le samedi soir au lieu du dimanche après-midi et par conséquent accueillir plus de public.

## Affluence

### Record d'affluence
| Rang | Spectateurs | Compétition                | Rencontre                                            | Date |
| ---- | ----------- | -------------------------- | ---------------------------------------------------- | ---- |
| 1    | 5 811       | Coupe de France            | Stella Maris Douarnenez (DH) - Angers SCO (D2)       | 1968 |
| 2    | 3 843       | Coupe de France            | Stella Maris Douarnenez (DSR) - Stade rennais (D2)   | 1984 |
| 3    | 3 000       | Championnat des patronages | Stella Maris Douarnenez (DH) - Chamois niortais (DH) | 1959 |
| 4    | 3 000       | Coupe de France            | US Douarnenez (DH) - Racing Club de Paris (D1)       | 1934 |
| 5    | 2 678       | Coupe de France            | Stella Maris Douarnenez (R2) - FC Lorient (L2)       | 2017 |
| 6    | 2 375       | DH Ouest                   | Stella Maris Douarnenez (DH) - Penmarc'h (DH)        | 1975 |
| 7    | 2 172       | Coupe de France            | Stella Maris Douarnenez (DH) - GSI Pontivy (DH)      | 1992 |
| 8    | 2 000       | DSR Ouest                  | Stella Maris Douarnenez (DSR) - AS Plouhinec (DSR)   | 1978 |
| 9    | 1 557       | DH Ouest                   | Stella Maris Douarnenez (DH) - EA Guingamp (DH)      | 1975 |
| 10   | 1 538       | Coupe de France            | Stella Maris Douarnenez (DH) - AS Plouhinec (DSR)    | 1982 |
| 11   | 1 500       | Coupe de France            | Stella Maris Douarnenez (DH) - AS Plouhinec (DH)     | 1983 |
| 12   | 1 445       | DH Ouest                   | Stella Maris Douarnenez (DH) - EA Guingamp (DH)      | 1976 |
| 13   | 1 433       | DH Ouest                   | Stella Maris Douarnenez (DH) - Stade Morlaisien (DH) | 1975 |
| 14   | 1 427       | Coupe de France            | Stella Maris Douarnenez (R2) - Lannion FC (N3)       | 2018 |
| 15   | 1 320       | DH Ouest                   | Stella Maris Douarnenez (DH) - AS Brest (DH)         | 1975 |
| 16   | 1 223       | DH Ouest                   | Stella Maris Douarnenez (DH) - Stade Morlaisien (DH) | 1976 |
| 17   | 1 186       | DH Ouest                   | Stella Maris Douarnenez (DH) - Véloce Vannes (DH)    | 1977 |
| 18   | 1 149       | DH Ouest                   | Stella Maris Douarnenez (DH) - US Saint-Malo (DH)    | 1975 |
| 19   | 1 000       | DH Ouest                   | Stella Maris Douarnenez (DH) - AS Plouhinec (DH)     | 1983 |
| 20   | 994         | DH Ouest                   | Stella Maris Douarnenez (DH) - AS Brestoise (DH)     | 1976 |

### Capacité
Inaugurée en 1922, le stade ne possédait aucune tribune, ça n'est qu'en 1963, qu'une tribune est construite, la tribune honneur d'une capacité de 392 places assises, la capacité est dès lors de 2 000 places. En 1995, des gradins sont construits sur une butte en face de la tribune honneur, la capacité es portée à 3 000 places. Depuis 1995, la capacité du stade n'a pas changé.
| Année | Nombre de places | Nombre de places assises |
| ----- | ---------------- | ------------------------ |
| 1922  | Aucune tribune   | Aucune tribune           |
| 1963  | 2 000 places     | 392 assises              |
| 1995  | 3 000 places     | 392 assises              |

## Championnat d'Europe de Rugby à XV des moins de 18 ans 2017
Cinq matchs du Championnat ont lieu au stade Xavier-Trellu
| Date          | Heure | Équipe 1   | Résultat | Équipe 2           | Tour               | Affluence |
| ------------- | ----- | ---------- | -------- | ------------------ | ------------------ | --------- |
| 8 avril 2017  | 15 h  | Roumanie   | 39 - 8   | République tchèque | 1-4 places Trophée | 300       |
| 8 avril 2017  | 17 h  | Russie     | 62 - 3   | Ukraine            | 1-4 places Trophée | 300       |
| 11 avril 2017 | 14 h  | Ukraine    | 11 - 41  | République tchèque | 5-8 places Trophée | 300       |
| 11 avril 2017 | 16 h  | Luxembourg | 0 - 19   | Pologne            | 5-8 places Trophée | 300       |
| 15 avril 2017 | 12 h  | Danemark   | 3 - 6    | Andorre            | Conférence 1       | 300       |

## Tribunes

### Tribune honneur
La tribune honneur est la principale tribune du stade. Celle-ci est construite et inaugurée en 1963. Longue de 39 mètres et large de 6 mètres, couverte, elle comporte 392 places avec des bancs et non des sièges individuels, 6 vestiaires, 4 pour les joueurs et 2 pour les arbitres. La tribune fut rénovée entre 2012 et 2015 avec notamment la rénovation et l'extension de nouveaux vestiaires. Tous les travaux ont été effectués par la ville, sauf la toiture qui a été externalisée car cela demande un savoir-faire spécifique.

### Pourtours
Les pourtours d'une capacité de 2 608 places debout existe depuis la création du stade, en 1922. Grâce des mains courantes tout le long du stade, les spectateurs peuvent s'y tenir. Ces pourtours sont aussi composé de gradins en face de la tribune honneur depuis 1995, remplaçant une butte d'herbe, où les spectateurs se serraient lors des rencontres à guichets fermés.